# Anette Sallmander
Anette Eva Sallmander, född Zylberszac 22 november 1960 i Solna, är en svensk skådespelare, scenkonstnär och kulturproducent. Hon har varit en av rösterna i radioprogrammet Tankar för dagen i Sveriges Radio P1.

## Biografi
Anette Sallmander gjorde sin första roll som sexåring på Dramaten i pjäsen Älskar, älskar inte i regi av Mimi Pollak. Hon studerade på danshögskolans mimilinje, på dåvarande Teaterhögskolan i Stockholm mellan 1980 och 1983. Hon tog 2013 en masterexamen från Stockholms konstnärliga högskola.
Som skådespelerska har hon bland annat frilansat vid Dramaten, Östgötateatern, Kulturhuset Stadsteatern, Riksteatern och Strindbergs Intima Teater, och som bland annat på Kungliga Operan, Dansens hus, Moderna Dansteatern. Hon driver den fria gruppen Non Serviam tillsammans med andra scenkonstartister.    

## Familj
Anette Sallmander är dotter till Mojzesz Zylberszac och Kato, född Kirshner, förintelsöverlevare som träffades på en flyktingförläggning i Värnamo. Hon har varit gift med skådespelaren Reuben Sallmander, med vilken hon har tre barn.